# Zorlar
Zorlar est un village de Turquie situé dans la province de Muğla dans le district de Seydikemer. Sa population était de 1 184 habitants en 2000.